# Feira Nova (Pernambuco)
Ferira Nova es un municipio brasileño del estado de Pernambuco. Tiene una población estimada al 2020 de 22.247 habitantes.

## Historia
El poblamiento inicial del territorio que hoy es el municipio de Feira Nova se debe a los  agricultores. Los primeros caminos que cortaron esas tierras servían para el transporte de ganado entre Limoeiro y Vitória, y a lo largo de ellos fueron surgiendo las primeras casas. 
Uno de los primeros habitantes de la ciudad de Feira Nova fue Joaquim Botelho que allí instaló una casa de comercio, el lugar en ese entonces era conocido como Jardim. Botelho se dio cuenta de la oportunidad económica en el lugar e incitó a otros comerciantes como él, a iniciar en el poblado una feria todos los domingos, que con el pasar del tiempo vino a ser frecuentada por los habitantes de toda la vecindad. Esta feria tuvo inicio alrededor de 1906. 
El poblado creció en función de la "feirinha", y como en otro local del municipio estaba la feria antigua y tradicional, las personas al ir decían que iban a la feria de Joaquim Botelho, conocida como la “feria nueva” ("Feira nova"). Fue en 1938 cuando el poblado cambió su nombre de Jardim a Feira Nova. El 20 de diciembre de 1963, el distrito se emancipó de Glória do Goitá y se convirtió en municipio.